# Rattus mordax
Rattus mordax (англ. Eastern rat) — один з видів гризунів роду пацюків (Rattus).

## Поширення
Країни проживання: Папуа Нова Гвінея. Живе від рівня моря до 2800 м над рівнем моря. Це наземний вид мешкає в найрізноманітніших місцях проживання, від первинних мохових тропічних лісів, тропічних саванових чагарників і евкаліптів, через вторинні ліси до сільських садів і деякою мірою сіл. Вид, здається, не має сезону розмноження, самиці народжують від двох до чотирьох дитинчат.

## Морфологічні особливості
Гризуни середнього розміру, завдовжки 167—200 мм, хвіст — 142—160,5 мм, стопа — 33 — 39,7 мм, вухо — 19 — 21 мм. Вага досягає 255 грамів.

## Зовнішність
Хутро тернисте. Верхні частини червонувато-коричневі та сіруваті, зумовлені жовтуватими кінчиками волосків, а вентральні частини кремового забарвлення з сірою основою волосинок. Іноді на підборідді з'являється червонувата пляма. Вуха бурі. Стопи вкриті дрібними буруватими волосками. Хвіст коротший за голову і тіло, рівномірно темно-коричневий, покритий 7-9 кільцями лусочок на сантиметр. У самиць є пара грудних сосків, постіксаксілярна пара і дві пахові пари. Каріотип дорівнює 2n = 32 FN = 60.

## Загрози та охорона
Здається, немає загроз цьому адаптованому виду. Передбачається, що вид присутній у деяких охоронних територіях.